# Oracle de Claros
L'oracle de Claros va ser un oracle d'Apol·lo a Claros en territori de Colofó.
Segons Pausànias l'haurien fundat cretencs dirigits per Raci abans de l'establiment dels jonis a la costa asiàtica. En aquell moment Claros estaria habitat per caris. Raci es va casar amb una profetessa de Delfos, Manto, filla de Tirèsias, que hauria arribat allà per manament de l'oracle de Delfos amb altres presoners tebans quan els argius es van apoderar de Tebes. Raci i Manto van tenir a Mopsos, del qual els profetes de Claros se suposaven descendents. Per altra banda, Mopsos va ser un destacat endeví: després de la guerra de Troia va arribar a Claros l'endeví Calcant, que va desafiar Mopsos per saber quin dels dos era millor. Mopsos va guanyar i Calcant va morir de pena. L'Oracle de Claros va ser molt conegut i consultat fins al temps de l'Imperi.
Segons explica Tàcit, a Claros els oracles els donaven sacerdots procedents de determinades famílies de Milet, al contrari dels oracles de Delfos, donats sempre per dones. El sacerdot escoltava el número i el nom del consultant, baixava a una cova, bevia aigua d'una font misteriosa i donava les respostes en vers a les preguntes que se li feien.